# Gilgames, Enkidu és az alvilág
A Gilgames, Enkidu és az alvilág, vagy Gilgames és a halubfa (esetleg huluppafa) címen ismert sumer irodalmi mű az i. e. 3. évezred közepéről származó eposz. Eredetileg az uruki epikus ciklus egyik önálló kiseposza, amelyben feltűnik Gilgames is. A későbbiekben a Gilgames személyéhez kapcsolódó Gilgames-ciklus egyik alkotórésze lett, így került be az akkád irodalmi hagyományba, és dolgozták be az egyesített Gilgames-eposzba. Részletei a nagyeposz időrendben megfelelő helyein találhatók meg, befejező része a 12 táblás asszír változat utolsó tábláján csaknem szó szerinti fordításban található meg.
Uruk az i. e. 4–3. évezredben Mezopotámia jelentős állama volt. Az Enkidu és az alvilág című kiseposz önmagában is más kiseposzok kompilációja, és talán egy önálló Enkidu-könyv, vagy Enkidu-eposz volt valaha. Ebben a műben Gilgames maga nem egyértelműen pozitív hős, hiszen az ő despotikus, varázslatokra épülő hatalma okozza a cselekmény konfliktusát: az uruki hatalmi jelképek lehullanak az Alvilágba, ahonnan Enkidu próbálja felhozni őket.
Az Enkidu-történet önmagában is teljes nagyeposznak tűnik. Bevezetése az aranykorig, a világ kezdetéig nyúlik vissza. Első része arról beszél, hogy Gilgames hatalmi jelvényei honnan származnak. Leírja, hogy Innin istennő Urukban elültette az Eufrátesz partjának egyetlen halubfáját (a ḫalup szónak ismeretlen a jelentése, néha nyárfának fordítják). Ez szinte minden későbbi eposz jellemző fogása, amellyel a mitikus kezdetekre vezetik vissza a költemények cselekményét. Ezután Gilgames elűzte a fa törzsében élő kártevő szörnyeket, így Innin – aki egyben Gilgames pártfogója – ajándékaként a fa törzséből dobot és dobverőt készíthetett magának.
A valódi konfliktus még csak ekkor kezdődik: Gilgames a zeneszerszámokkal varázserőre tett szert, amellyel visszaélt. Kíméletlen robotra kényszeríti a lakosságot. A tárgyak elvesztése után az egyik szolga, Enkidu vállalkozik arra, hogy felhozza őket az Alvilágból.
Enkidu elveszíti a vállalkozást, lent kell maradnia az Alvilágban, Gilgames nem kapja vissza varázstárgyait. Viszont megidézi meghalt szolgáját, és hosszú beszélgetést folytat a megidézett szellemmel a holtak túlvilági sorsáról és a halálról. E beszélgetés során Gilgames már más arcát mutatja, mint amikor kényúrként kormányzott. Enkidu halála megváltoztatja, és ettől kezdve a halál titkát kutatja, így az elbeszélés jó alapul szolgál a Gilgames-eposzban ahhoz a részhez, amelyben a halhatatlanságot keresi. A Gilgames-eposz újasszír hetedik tábláján Enkidu azért sír, mert nem csatában halt meg. Ebből a kiseposzból tudjuk meg, hogy ez miért jelent gondot: aki nem hősként hal meg, annak sorsa az Alvilágban megvetés és szenvedés. Ez az elképzelés zökkenőmentesen illeszkedik az asszír katonatársadalom szemléletébe, ezért nem tekinthető véletlennek, hogy bekerült az eposz újasszír változatába.

## Lásd még
- Gilgames
- Gilgames-eposz
  - Gilgames levele
  - Gilgames és Agga
  - Gilgames és Humbaba
  - Gilgames és az égi bika
  - Gilgames halála
- hettita Gilgames-eposz

## Külső hivatkozások
- Gilgamesh, Enkidu and the nether world